# Баташки снежник – Карлъка
Баташки снежник – Карлъка е защитена местност в България. Разположена е в землището на Батак.
Разположена е на площ 1063 ha. Обявена е на 29 декември 1972 г. с цел опазване на характерен родопски ландшафт. Попада в защитена зона Западни Родопи от Натура 2000 по директивата за птиците.
В защитената местност се забраняват:
- сечене, чупене, изкореняване, обелване на цели дървета или части от тях, дълбаене подписи, засичане, боядисване, забиване на гвоздей, както и всякакви действия, които водят до повреждане или унищожение на растителността;
- пашата на добитък от всякакъв вид и през всякакво време;
- палене на огън извън определените за тази цел места;
- преследване, ловене и убиване на всякакви животни, а така също събиране и унищожаване яйцата на птиците и повреждане гнездата им;
- ловуването и гърменето с огнестрелно оръжие и други средства;
- замърсяване на водите в изворите, реките, езерата и изкуствените басейни;
- повреждането или разрушаване чрез къртене, копаене, драскане по скалите или скалните образувания, намиращи се на границите на обекта;
- повреждане на съществуващите пътища, или отваряне на нови такива, както и преминаването на каквито и да било превозни средства по алеите определени за пешеходци;
- копаене и вадене на пясък, глина и събиране на почвената покривка;
- повреждането по какъвто и да е начин на съществуващите държавни и обществени постройки;
- строеж на сгради и пътища, извън местата определени за тази цел с плана за благоустрояването на защитените местности;
- повреждането и унищожаването по какъвто и да е начин служебните надписи, табели, пътеводни знаци и други съоръжения, както и поставянето на нови такива без разрешението на съответните горски стопанства.[1]

Разрешено е:
- залесяване на голите площи;
- бране на някои растения с научна цел;
- провеждане на санитарна сеч в горите;
- във вечнозелените насаждения на горите да се извеждат изборна и групово-изборна сечи.[1]